# Aigosthena
Aigosthena  este un oraș în Grecia în prefectura Attica.